# Заноага (Прахова)
Заноага (рум. Zănoaga) насеље је у Румунији у округу Прахова у општини Думбрава. Oпштина се налази на надморској висини од 99 m.

## Становништво
Према подацима из 2002. године у насељу је живело 996 становника, од којих су сви румунске националности.